# Museu Arqueològic d'Ístmia
El Museu Arqueològic d'Ístmia és un museu de Grècia proper al jaciment arqueològic d'Ístmia, situat a la regió de Coríntia. Aquest museu arqueològic fou construït al 1970, sota la direcció de l'arquitecte Pavlos Mylonas, i s'inaugurà el 1978.

## Col·leccions
El museu conté una col·lecció d'objectes procedents del santuari de Posidó d'Ístmia, de l'heròon de Melicertes, d'un assentament a Rají del període hel·lenístic i de l'antic port de Cèncrees.
A l'avantsala del museu hi ha escultures, columnes honorífiques, entre altres objectes, i informació sobre la història de les excavacions amb material fotogràfic.
La sala d'exposició principal es divideix en dues seccions, centrades una en el santuari de Posidó i la seua àrea, i l'altra al port de Cèncreas.
La primera secció se subdivideix en algunes unitats temàtiques: les ofrenes votives (figuretes, armadures, peces de ceràmica, trípodes de bronze...), els elements arquitectònics i escultòrics del temple de Posidó, els Jocs Ístmics, l'heròon, el teatre i les coves sagrades, el comerç, l'assentament hel·lenístic de Rají —situat al cim d'un turó que hi ha al sud del jaciment d'Ístmia—, altres temples del santuari —com el de Demèter i Coré, el de Dionís i altres de l'àrea del santuari—, les necròpolis —que inclouen algunes de prehistòriques—, la muralla d'Hexamílion i les termes romanes.
Entre els objectes singulars més cridaners hi ha un perirhanterion d'època arcaica.
La secció del port de Cèncrees inclou troballes de les excavacions d'aquest lloc, algunes de submarines. En destaca una sèrie de plaques decoratives de vidre (opus sectile) del segle iv, una porta de fusta del temple d'Isis i altres objectes procedents d'una necròpoli d'època romana.